# Palnock
Palnock är ett berg i Österrike.   Det ligger i distriktet Villach-Land och förbundslandet Kärnten, i den centrala delen av landet, 260 km sydväst om huvudstaden Wien. Toppen på Palnock är 1 901 meter över havet, eller 178 meter över den omgivande terrängen. Bredden vid basen är 5,2 km.
Terrängen runt Palnock är bergig åt nordost, men åt sydväst är den kuperad. Närmaste större samhälle är Villach, 14,6 km sydost om Palnock. 
I omgivningarna runt Palnock växer i huvudsak blandskog. Runt Palnock är det ganska tätbefolkat, med 129 invånare per kvadratkilometer.